# 皖南鳞盖蕨
皖南鳞盖蕨（学名：Microlepia modesta）为姬蕨科鳞盖蕨属下的一个种。

## 扩展阅读
- 維基物種上的相關：皖南鳞盖蕨